# Landrecies
Landrecies est une commune française située dans le département du Nord, en région Hauts-de-France.
Du XVIe au XXe siècle, elle est une place forte de grande importance.

## Géographie

### Localisation
Landrecies est un bourg de Thiérache situé tout près de Maroilles, village typique de la Thiérache du Nord, où les paysans, depuis le Moyen Âge, avaient leurs chartes. Ils étaient exempts de nombreuses servitudes traditionnelles de la féodalité, pouvaient clore leurs terres, pratiquer l'élevage et n'étaient pas soumis à l'assolement obligatoire : ainsi s'est constitué le bocage de l'Avesnois, au cœur duquel Landrecies.
Landrecies est le point de départ d'une structure fondamentale qui façonne la géographie du massif ardennais, et par là elle fut une clé dans le contrôle de l'espace entre les Pays-Bas espagnols et la France ; elle est aussi un point de passage évident pour une armée contournant les Ardennes, quoique moins importante que la trouée de l'Oise. C'est pourquoi cette ville a été fortifiée par Vauban, même si la fortification fut par la suite rasée.

### Communes limitrophes
Les communes limitrophes sont  Fontaine-au-Bois, La Groise, Le Favril, Locquignol, Maroilles et Ors.
| Fontaine-au-Bois | Locquignol |           |
|                  | Landrecies | Maroilles |
| Ors              | La Groise  | Le Favril |

### Géologie et relief
Landrecies est marqué par l'inflexion du cours de la Sambre : en amont, elle s'écoule vers le nord-ouest, en aval vers le nord-est.
Cette inflexion a une signification géologique profonde. La Sambre s'écoule d'abord depuis les contreforts des Ardennes, où elle prend sa source. Arrivée à hauteur de Landrecies, elle est captée par l'ancien bassin d'avant-pays du microcontinent avalonnais. Ce bassin fut créé par ploiement du Brabant[Lequel ?] sous le poids de la chaîne hercynienne. Il est d'orientation sud-ouest - nord-est.
Il est marqué par ce que les géologues belges ont appelé la "faille du midi". Cette bordure nord des Ardennes forme donc un creux : au sud, le massif ardennais ou ses contreforts, au nord le bassin houiller carbonifère. Ce sillon dit de "Sambre et Meuse" commence donc à Landrecies, se poursuit jusqu'à Namur (confluent avec la Meuse, qui à cet endroit s'engouffre à son tour dans le Sillon) et Liège.

### Hydrographie

#### Réseau hydrographique
La commune est située dans le bassin Artois-Picardie. Elle est drainée par la Sambre canalisée, la Rivièrette ou Sambre, le ruisseau des Harpies, la rivière Sambre, la Sambre rive Gauche, le ruisseau du Lannoy, divers bras de décharge du Contre-le fossé rive droite de la Sambre canalisée, la Jonquière, la Motte, la rivière du Pot de vin, la Rue d'en Haut, le Happegarbes, le Préseau, le ruisseau de la Boufflette, le ruisseau de la Grande fontaine du bois du toillon, le ruisseau de l'abîme, le ruisseau Dégobille, le ruisseau des Trois fontaines, le ruisseau du Faubourg et divers autres petits cours d'eau,.
La Sambre canalisée est un canal, chenal et un cours d'eau naturel, d'une longueur de 101 km, qui prend sa source dans la commune de Rejet-de-Beaulieu, s'écoule vers le nord-est et franchit la frontière belge au droit de Jeumont.
La Rivièrette, d'une longueur de 20 km, prend sa source dans la commune de Fontenelle et se jette  dans la Sambre canalisée sur la commune, après avoir traversé six communes.
Le ruisseau des Harpies, d'une longueur de 24 km, prend sa source dans la commune  et se jette  dans l'Écaillon à Vendegies-sur-Écaillon, après avoir traversé onze communes.
La Sambre, d'une longueur de 12 km, prend sa source dans la commune de Rejet-de-Beaulieu et se jette  dans 0 sur la commune, après avoir traversé quatre communes. 

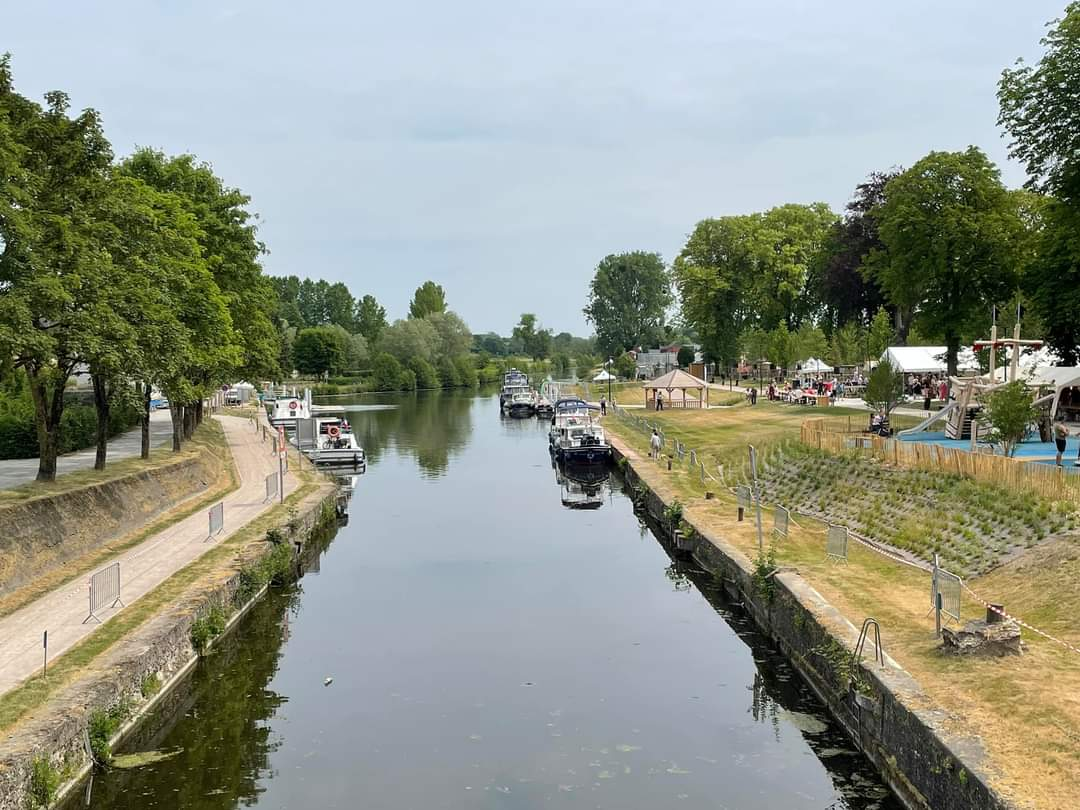
La Sambre à Landrecies

La Sambre est une rivière franco-belge, affluent de la Meuse, de 190 km de long. La section qui traverse la commune débute à  et se termine à Rejet-de-Beaulieu, après avoir traversé cinq communes.

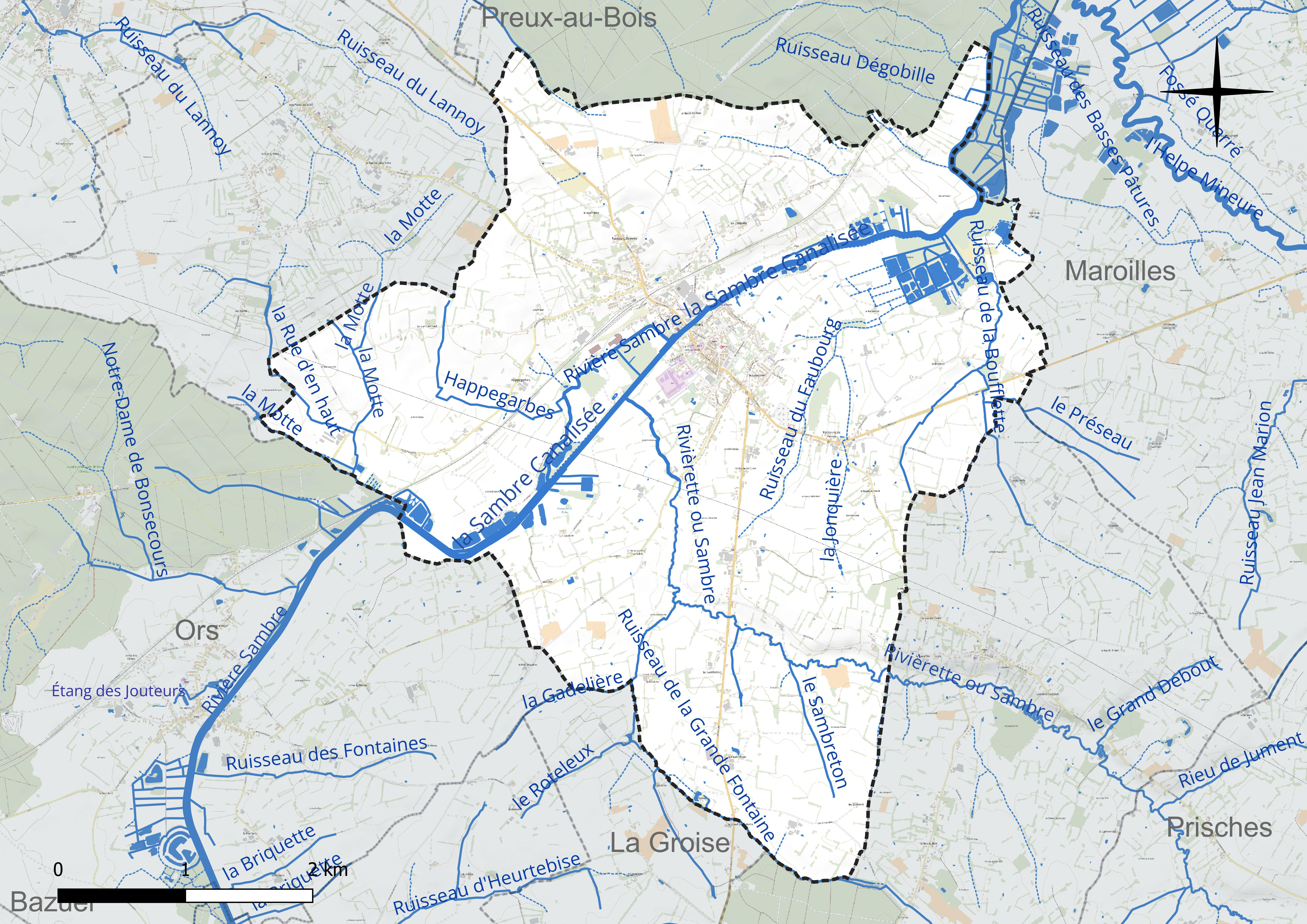
Réseau hydrographique de Landrecies.

#### Gestion et qualité des eaux
Le territoire communal est couvert par le schéma d'aménagement et de gestion des eaux (SAGE) « Sambre ». Ce document de planification concerne un territoire de 1 253 km2 de superficie, délimité par le bassin versant de la Sambre. Le périmètre a été arrêté le 1er novembre 2003 et le SAGE proprement dit a été approuvé le 21 septembre 2012, puis modifié le 18 août 2022. La structure porteuse de l'élaboration et de la mise en œuvre est le syndicat mixte du Parc naturel régional de l'Avesnois.
La qualité des cours d'eau peut être consultée sur un site dédié géré par les agences de l'eau et l'Agence française pour la biodiversité.

### Climat
Pour des articles plus généraux, voir Climat des Hauts-de-France et Climat du Nord.
En 2010, le climat de la commune est de type climat océanique dégradé des plaines du Centre et du Nord, selon une étude du CNRS s'appuyant sur une série de données couvrant la période 1971-2000. En 2020, Météo-France publie une typologie des climats de la France métropolitaine dans laquelle la commune est exposée à un climat océanique altéré et est dans la région climatique Nord-est du bassin Parisien, caractérisée par un ensoleillement médiocre, une pluviométrie moyenne régulièrement répartie au cours de l'année et un hiver froid (3 °C).
Pour la période 1971-2000, la température annuelle moyenne est de 10,1 °C, avec une amplitude thermique annuelle de 14,9 °C. Le cumul annuel moyen de précipitations est de 807 mm, avec 12,7 jours de précipitations en janvier et 9,1 jours en juillet. Pour la période 1991-2020, la température moyenne annuelle observée sur la station météorologique la plus proche, située sur la commune de Saint-Hilaire-sur-Helpe à 15 km à vol d'oiseau, est de 10,5 °C et le cumul annuel moyen de précipitations est de 802,4 mm,. Pour l'avenir, les paramètres climatiques de la commune estimés pour 2050 selon différents scénarios d'émission de gaz à effet de serre sont consultables sur un site dédié publié par Météo-France en novembre 2022.

### Paysages
Les environs de Landrecies sont typiques de la région verdoyante qu'est l'Avesnois. Entourée de prairies bocagères, la ville est également traversée par le Canal de la Sambre à l'Oise, d'où l'existence de quelques zones faiblement marécageuses.

## Urbanisme

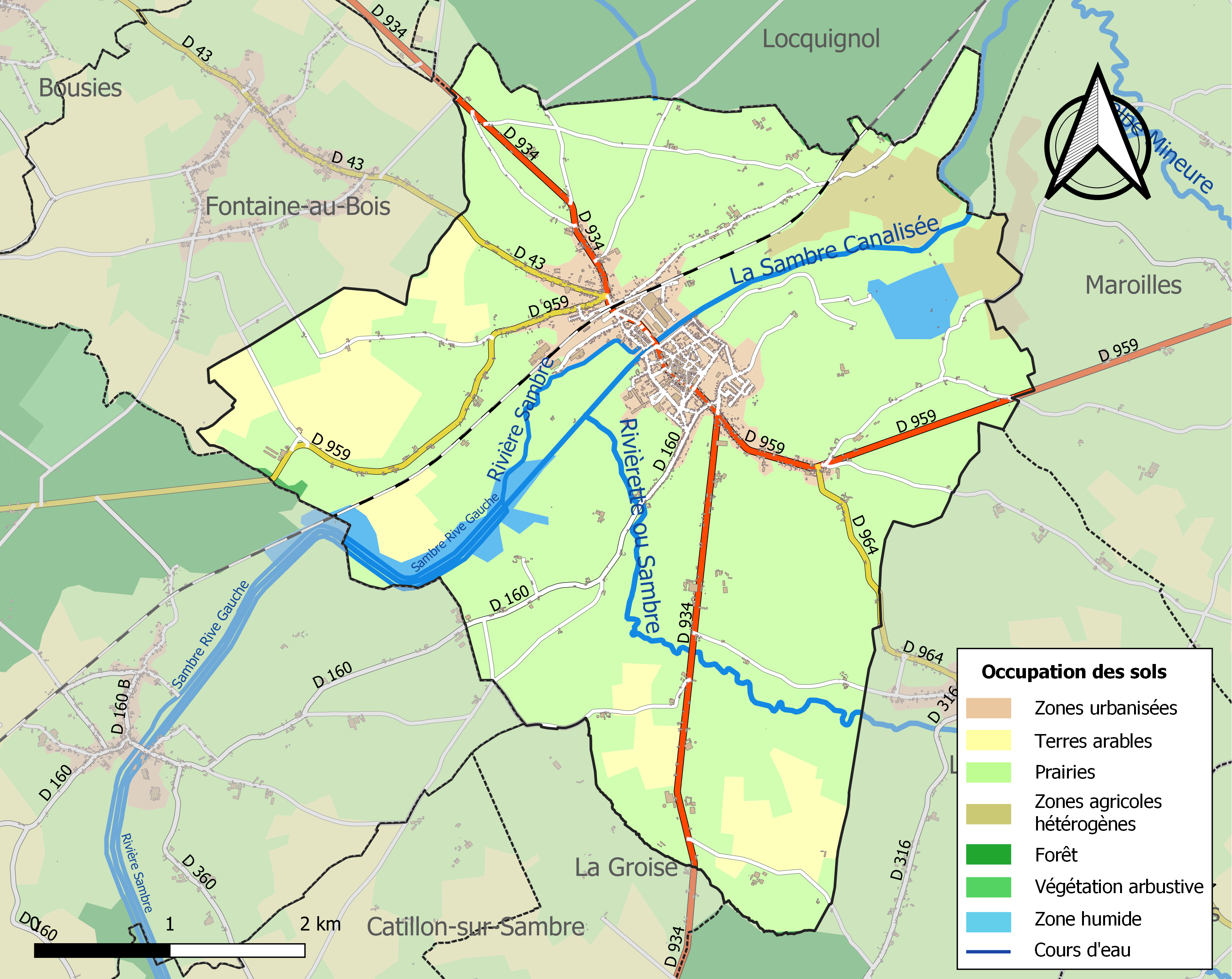
Carte des infrastructures et de l'occupation des sols de la commune en 2018 (CLC).

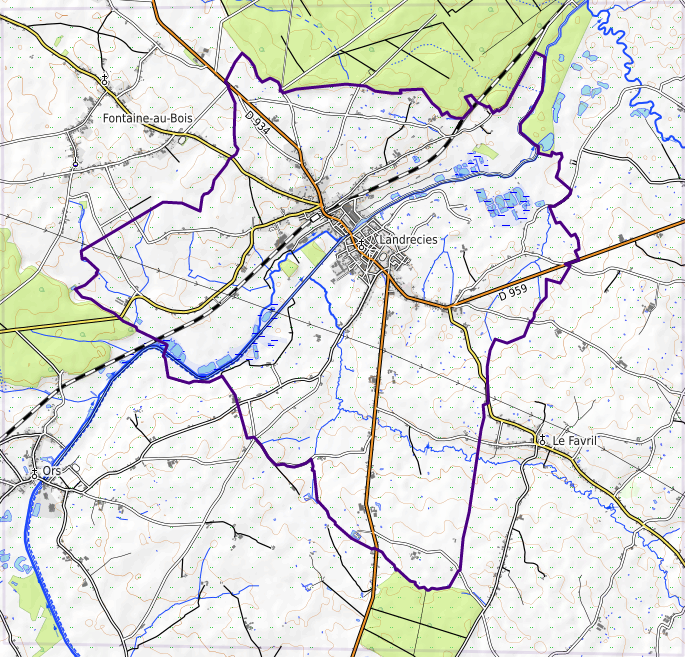
Carte topographique et des infrastructures de transport de la commune.

### Typologie
Au 1er janvier 2024, Landrecies est catégorisée bourg rural, selon la nouvelle grille communale de densité à sept niveaux définie par l'Insee en 2022.
Elle appartient à l'unité urbaine de Landrecies, une unité urbaine mono-communale constituant une ville isolée,. La commune est en outre hors attraction des villes,.

### Occupation des sols
L'occupation des sols de la commune, telle qu'elle ressort de la base de données européenne d'occupation biophysique des sols Corine Land Cover (CLC), est marquée par l'importance des territoires agricoles (89,7 % en 2018), une proportion identique à celle de 1990 (89,7 %). La répartition détaillée en 2018 est la suivante :
prairies (75,1 %), terres arables (10,8 %), zones urbanisées (6,8 %), zones agricoles hétérogènes (3,8 %), eaux continentales (3,1 %), forêts (0,4 %). L'évolution de l'occupation des sols de la commune et de ses infrastructures peut être observée sur les différentes représentations cartographiques du territoire : la carte de Cassini (XVIIIe siècle), la carte d'état-major (1820-1866) et les cartes ou photos aériennes de l'IGN pour la période actuelle (1950 à aujourd'hui).

### Habitat et logement
En 2020, le nombre total de logements dans la commune était de 1 794, alors qu'il était de 1 752 en 2015 et de 1 716 en 2010.
Parmi ces logements, 87,1 % étaient des résidences principales, 0,3 % des résidences secondaires et 12,6 % des logements vacants. Ces logements étaient pour 70,5 % d'entre eux des maisons individuelles et pour 29,5 % des appartements.
Le tableau ci-dessous présente la typologie des logements à Landrecies en 2020 en comparaison avec celle du Nord et de la France entière. Une caractéristique marquante du parc de logements est ainsi une proportion de résidences secondaires et logements occasionnels (0,3 %) inférieure à celle du département (1,7 %) et à celle de la France entière (9,7 %). Concernant le statut d'occupation de ces logements, 51,9 % des habitants de la commune sont propriétaires de leur logement (53 % en 2015), contre 54,5 % pour le Nord et 57,5 pour la France entière.
| Typologie                                               | Landrecies | Nord | France entière |
| ------------------------------------------------------- | ---------- | ---- | -------------- |
| Résidences principales (en %)                           | 87,1       | 90,7 | 82,1           |
| Résidences secondaires et logements occasionnels (en %) | 0,3        | 1,7  | 9,7            |
| Logements vacants (en %)                                | 12,6       | 7,7  | 8,2            |

### Voies de communication et transports
La Gare de Landrecies, établie sur la ligne de Creil à Jeumont, est une halte voyageurs de la Société nationale des chemins de fer français (SNCF) desservie par des trains TER Hauts-de-France.

## Toponymie

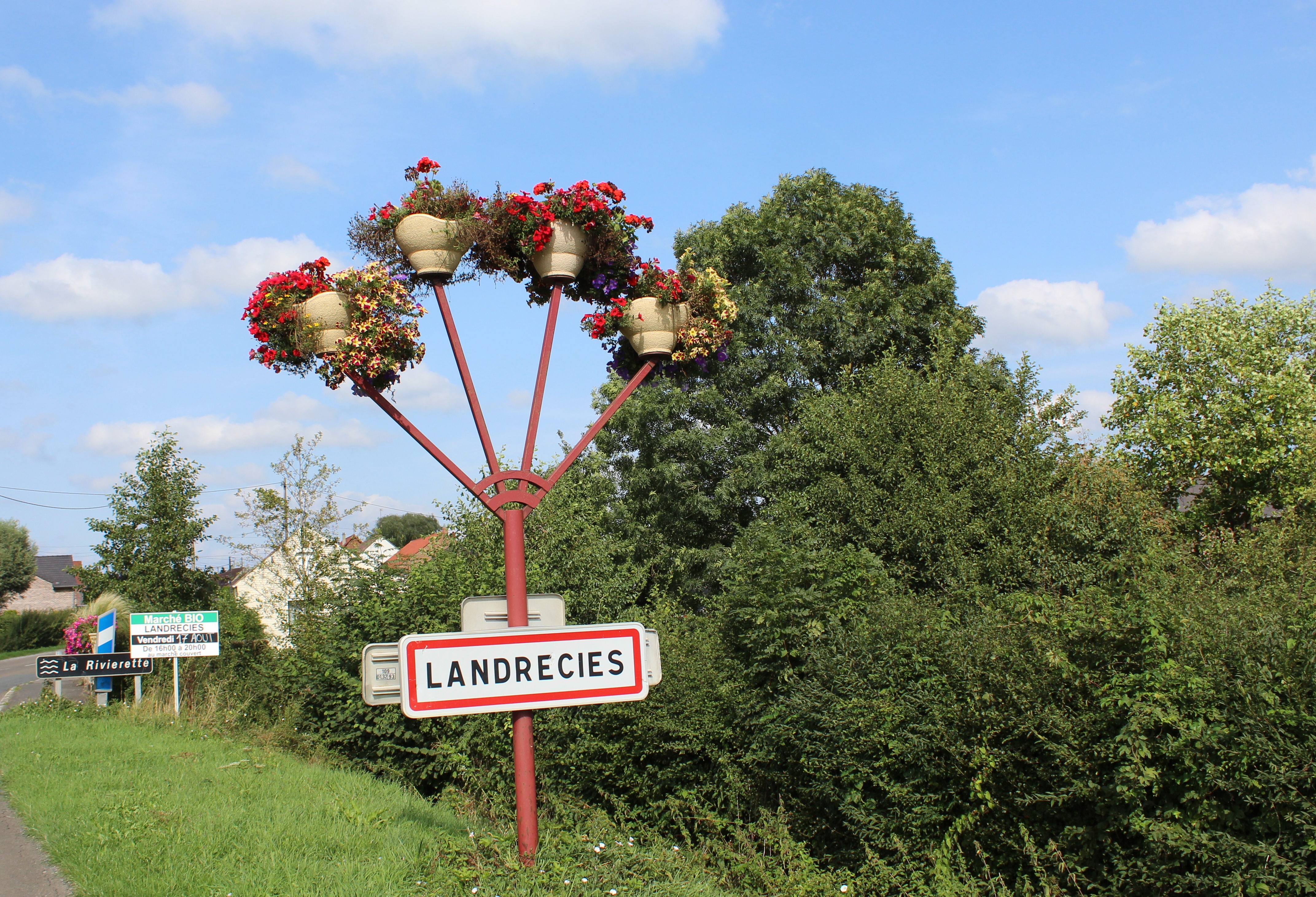
Entrée de la ville

D'un nom de personne germanique Landeric + -iacum.
En  flamand, la commune est dénommée Landerschie

## Histoire
Des fouilles archéologiques ont démontré que le lieu a été habité dès la préhistoire et l'époque romaine, mais la localité actuelle de Landrecies a vu le jour au VIe siècle, probablement grâce au regain des échanges commerciaux le long de la Sambre.

### Moyen Âge
Situé dans la sphère d'influence de la Lotharingie puis du Saint-Empire romain germanique, le village de Landrecies est une communauté de paysans autonomes (un alleu) jusqu'en 1096, date à laquelle les seigneurs d'Avesnes-sur-Helpe en prennent le contrôle. Ils y construisent un château en 1140 et octroient une charte aux habitants en 1191.
Aux seigneurs d'Avesnes succèdent ceux du comté de Hainaut, puis du duché de Bourgogne.

#### La domination de la seigneurie d'Avesnes (1096 - 1330)
1096 n'est qu'une date très approximative. En réalité, on ignore comment l'alleu de Landrecies est passé aux mains des seigneurs d'Avesnes (une ville moyenne, à 17 km à l'Est, aujourd'hui chef-Lieu d'arrondissement). Si l'on choisit généralement de retenir cette date, c'est qu'en 1096 le seigneur d'Avesnes, Gossuin, fait élever un puissant donjon carré au bord de la Sambre, en aval de Landrecies. On pense qu'il se situait au niveau des Étoquies, entre la rivière et la Forêt de Mormal, et que le contrôle de la rivière était assuré par un gué, le "Mauwé".
La construction de ce donjon symbolise donc la prise de pouvoir des seigneurs avesnois. En fait, cette domination sera très bénéfique à Landrecies, puisqu'elle va enfin permettre son développement. Deux seigneurs, notamment, vont beaucoup apporter à la jeune commune au XIIe siècle : Nicolas d'Avesnes, puis son fils Jacques.
Vers 1140, Nicolas d'Avesnes réalise ce qui peut être décrit comme l'acte fondateur de Landrecies : la construction d'un puissant château péager sur la rive droite de  La Sambre, juste en face de la bourgade de la rive gauche (il n'en reste aujourd'hui presque plus rien). Les Landreciens, jusque-là cantonnés de l'autre côté de la Sambre, vont peu à peu s'installer autour de la place forte, et le village prend progressivement de l'importance en se développant des deux côtés de la rivière : très vite, il se dote d'un petit rempart, d'un marché et d'une halle où les paysans du coin prennent l'habitude de venir vendre leurs produits.
Cette prospérité n'est pas sans attirer les convoitises de quelques puissants voisins, notamment le Comte Baudouin VIII de Hainaut. En 1185, ce dernier prend la ville d'assaut et la ravage de fond en comble. C'est la première destruction de la localité, qui en verra bien d'autres...
Malgré cette catastrophe, le seigneur d'Avesnes reprend vite le dessus et réinvestit une ville de Landrecies en ruines. Les habitants ne se découragent pas et entament la reconstruction. Pour les y encourager, Jacques d'Avesnes, le fils de Nicolas, leur octroie quelques droits et libertés en rédigeant une charte communale, en 1191.
Landrecies jouit ensuite d'une longue période de paix et de prospérité. Le Château devient le centre d'un aménagement agricole : on assèche les prairies basses, on construit une ferme piscicole (= élevage de poissons) à La Folie, et un manoir agricole dans les pâtures du Plouvien. En 1314, Guillaume de Châtillon, seigneur d'Avesnes, accorde aux Landreciens une foire populaire à la Saint-Luc, le 18 octobre. Aujourd'hui encore, la foire de Landrecies se tient tous les ans à cette date et constitue un évènement important pour la commune.

### Époque moderne

#### Le siège de 1543

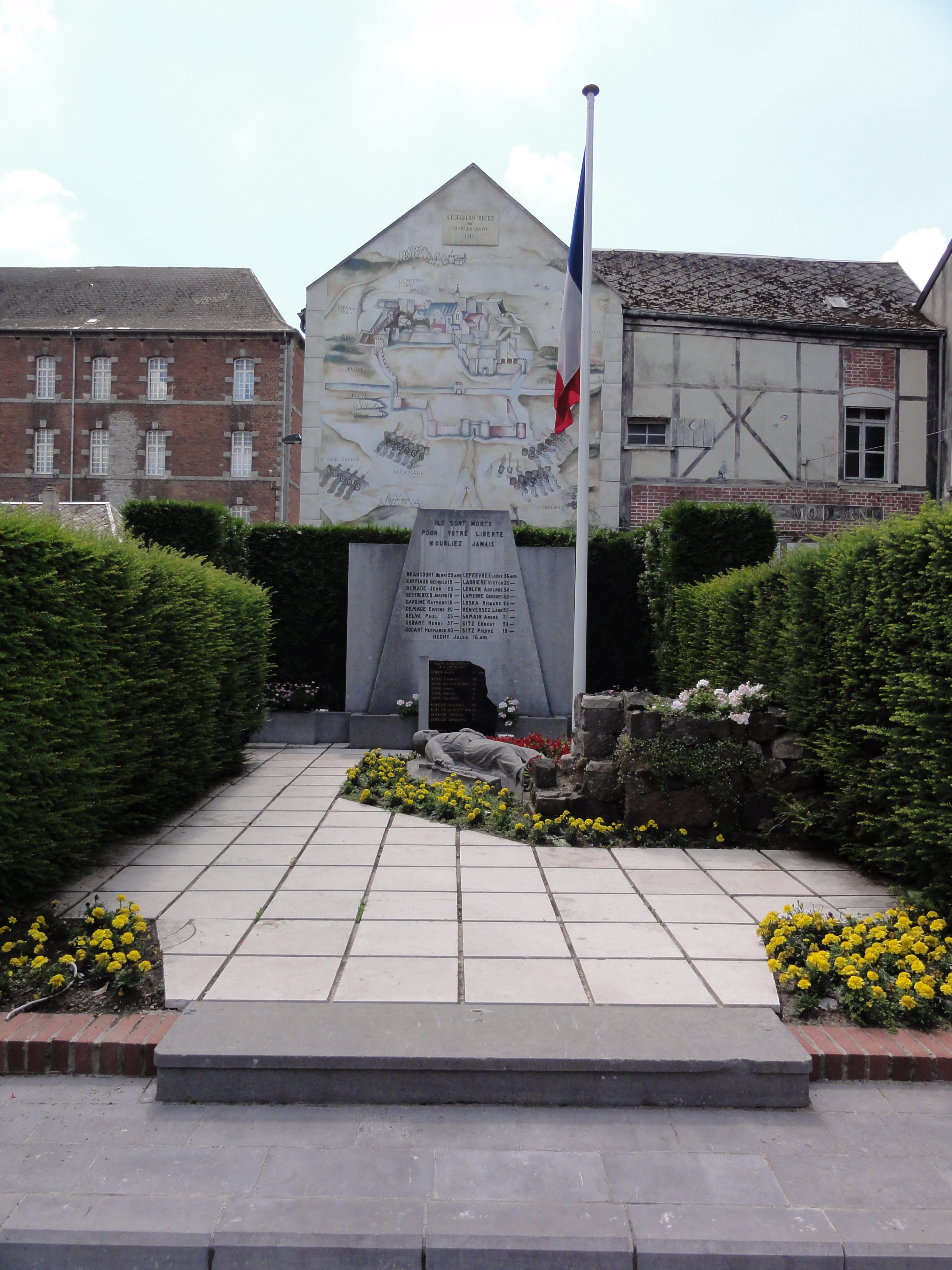
Le mémorial siège de Landrecies de 1543 au-dessus le monument aux morts

À partir du début de la domination des Habsbourg (d'Autriche, puis d'Espagne) sur la région (voir Histoire du Nord), Landrecies va faire l'objet d'une longue lutte acharnée entre ces derniers et le royaume de France. Pillée à plusieurs reprises (par le duc de Vendôme en 1521, par François Ier en 1543), la ville occupée par les Français de 1543 à 1544 est assiégée en 1543 par Charles Quint, avant que le traité de Crépy ne la rende à ce dernier, qui en fait une place forte.

#### Landrecies ville espagnole
En 1635, la France déclare la guerre à l'Espagne et les Pays-Bas espagnols.
Landrecies, ville espagnole bastionnée aux confins du comté de Hainaut et proche de la frontière avec la France, sera en premières lignes des incursions et bombardements des troupes de Louis XIII. En prévision, Pierre Pierson, receveur du roi d'Espagne dans les Pays-Bas, ordonna le renforcement des fortifications de la ville et des édifices attenant à celles-ci : il mandata, en 1636, en qualité d'experts en charpenterie, maçonnerie et couverture, Pierre de Sury, Joseph Monier et Nicolas Rolin, à la vérification de la qualité des ouvrages de consolidation effectués.
Sous Louis XIII, la ville est reprise en 1637 par le cardinal de La Valette, avant de retomber entre les mains des Espagnols en 1647 par les troupes dirigées par Leopold-Guillaume de Habsbourg.

#### Landrecies ville française

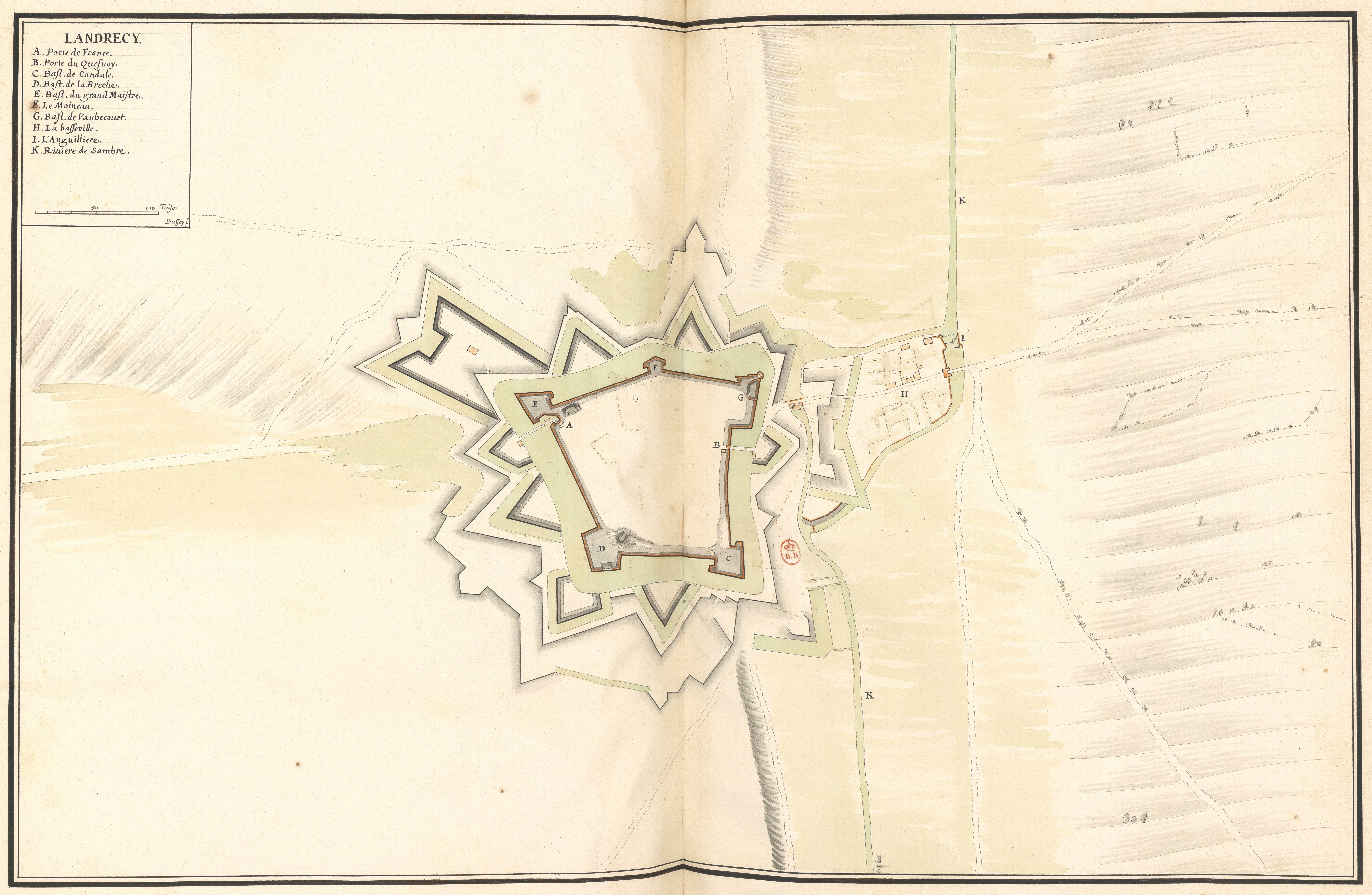
Landrecies, ville bastionnée, au XVIIe siècle.

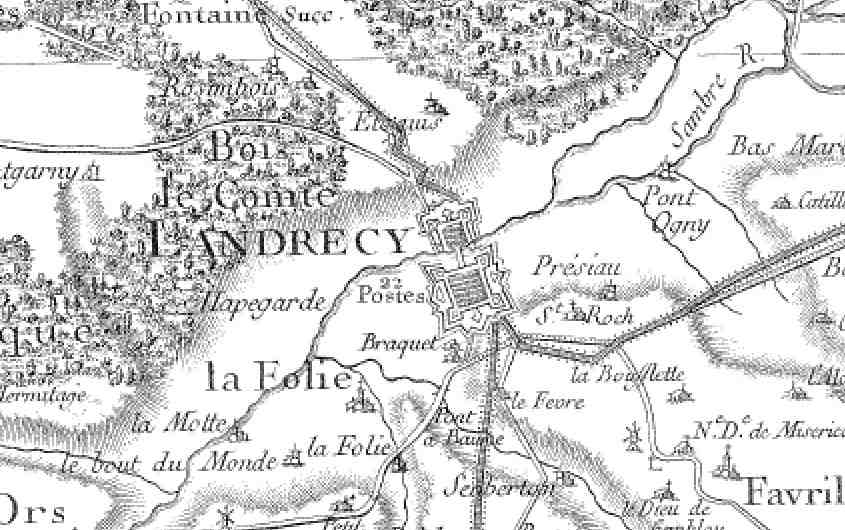
Landrecies sur la carte de Cassini
XVIIIe siècle.

C'est sous Louis XIV que la ville est reprise, cette fois définitivement, par Turenne et La Ferté en 1655 (Vauban y participe sans commander). Les opérations de siège sont dirigées par le chevalier de Clerville : elles commencent le 19 juin et la ville tombe le 13 juillet. Le traité des Pyrénées, en 1659, confirme la souveraineté française. Dans le cadre de la fortification des frontières du nord, Vauban entoure la ville de nouveaux remparts.
En 1659, Le Traité des Pyrénées met fin provisoirement à la guerre franco-espagnole. Madrid accepte et reconnaît officiellement la souveraineté française sur la ville de Landrecies. Louis XIV continue ensuite à gagner des territoires sur les Espagnols dans le Nord de la France : la guerre de Dévolution (1667-1668) apporte notamment Lille et Douai. La guerre de Hollande (1672-1678) donne à la France Valenciennes, Maubeuge et Cambrai. En 1679, le Traité de Nimègue définit la frontière nord de la France telle qu'elle existe encore aujourd'hui...
Peu après son intégration au territoire français, Landrecies se refait une beauté : le célèbre  Vauban élabore en effet de toutes nouvelles murailles, extrêmement bien conçues, et grâce auxquelles les deux derniers sièges de la place forte se solderont par des échecs.

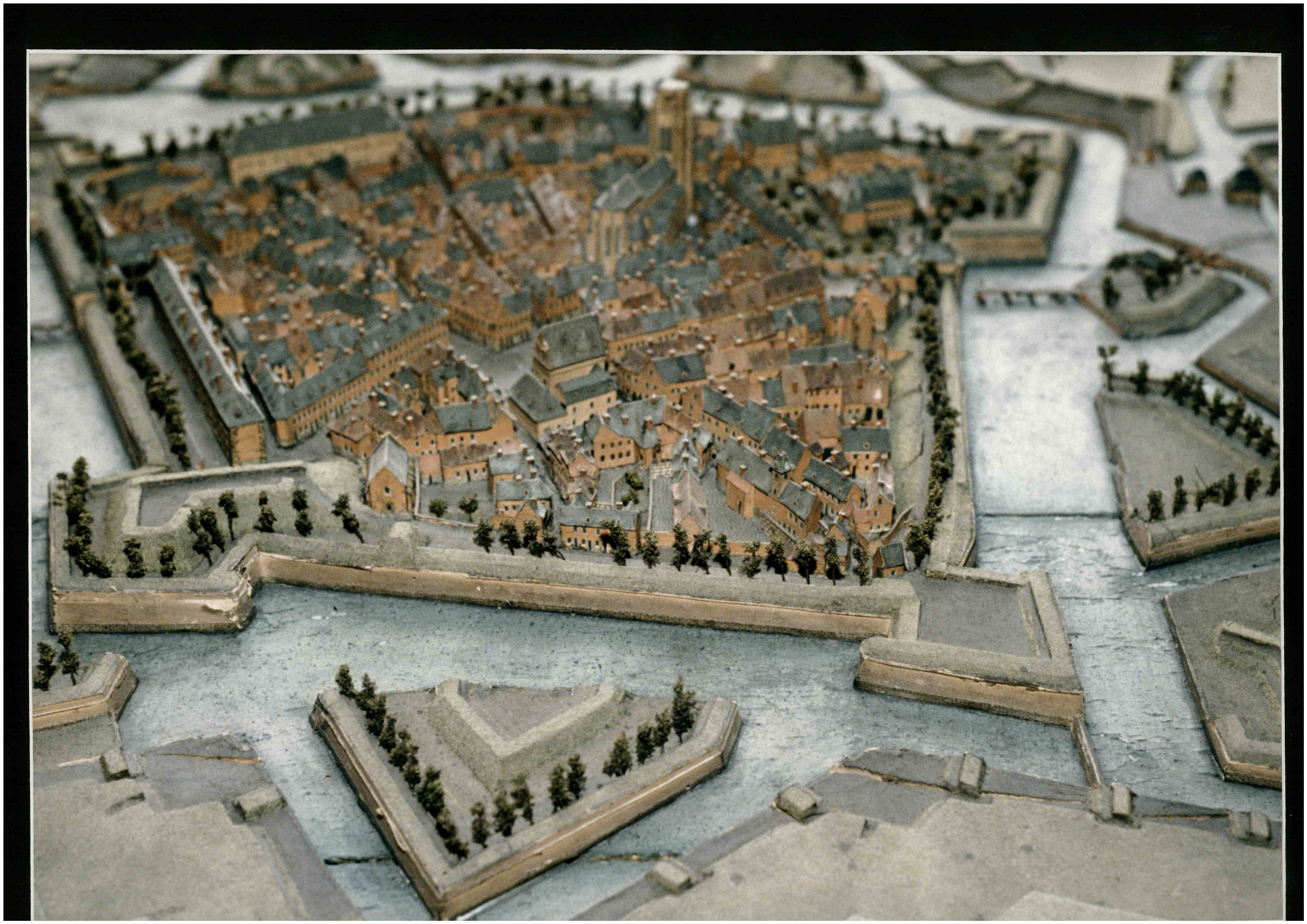
Vue du plan-relief de Landrecies (1723).

À l'occasion de la Guerre de Succession d'Espagne, Landrecies joue un rôle important en permettant aux troupes françaises de tenir une grande partie de leurs ennemis sous les murs de la ville en 1712. Cela permit plus facilement au duc de Villars de remporter la fameuse Bataille de Denain, qui mit fin à cette guerre.
Il ne faut cependant pas oublier qu'à cette époque de nombreuses familles de la région sont divisées par les terres très morcelées entre les membres d'une même famille ; ainsi dans une même fratrie pouvait-on trouver l'aîné dépendre du Roi d'Espagne, le puîné du Roi de France, le cadet du Roi d'Espagne et les deux benjamins du Roi de France. C'était par exemple le cas très précis de la Maison de Haynin, dont deux frères dépendaient de l'Espagne et les trois autres de la France.
Notons que certains avaient des unions ou des postes relativement importants, ainsi pour cette ville :

Jacques de Haynin du Cornet (le Cornet étant au Nord de Baisieux-France), chevalier, général de Bataille et du Conseil de guerre de S.M. Catholique, colonel d'un régiment d'Infanterie, gouverneur de Dampvilliers, puis gouverneur de Landrecies, fut enfin gouverneur de Hulst[Lequel ?] ; il fut même l'époux d'Anne de Haynin, une de ses lointaines cousines, Dame d'Eth, fille de Charles de Haynin du Broeucq (à Seclin) et de Louise de Ruelin. Leur fille, Barbe Thérèse de Haynin, épousa par contrat passé le 26 mai 1626 Don Juan Gomez de la Torre y Butron Muxica, d'une illustre Maison d'Espagne, lieutenant-colonel au service de S.M. Catholique, Maître de Camp de Cavalerie, qui fut le Gouverneur de Diest. Ainsi les descendants de ces deux gouverneurs vivent de très longue date... en France)

### Révolution française et Empire
Au cours de la Révolution française, sous la Convention nationale, Landrecies subit un siège du 17 au 30 avril 1794 par les armées de la Première coalition. Onze batteries de canons et mortiers bombardèrent la ville pendant trois jours. 198 habitations sur 314 furent détruites ou endommagées à la suite du siège. On compta environ 2 000 tués, militaires et civils, ces derniers participèrent à la défense aux côtés des bataillons de la Meuse et de la Moselle qui composaient la garnison. Les femmes soignèrent les blessés et assistèrent les mourants. Malgré la résistance acharnée de ses troupes et des habitants, le général Roulland, commandant la garnison dut se résoudre à la reddition
Fin août 1794, la ville est reconquise par Schérer.
La Convention nationale décrète que Landrecies serait reconstruite aux frais de l'État et que « ses habitants ont bien mérité de la patrie ». La ville de Landrecies fut décorée de la croix de la Légion d'honneur, le 29 septembre 1900, en mémoire de ce fait de guerre.
En 1802-1803, en ce qui concerne les transports, une diligence part pour Valenciennes les jours pairs et en revient le lendemain. Elle correspond à Valenciennes avec celles de Lille et de Douai. Une autre gagne Avesnes-sur-Helpe les jours pairs et en revient le lendemain. À Avesnes, elle correspond avec celle pour Mons et avec celle pour Valenciennes. Les habitants de Landrecies peuvent encore profiter du courrier reliant Guise à Saint-Quentin, lequel a une petite voiture pour deux/trois personnes; à Saint-Quentin, ils peuvent prendre la diligence pour Paris.
Pendant les Cent-Jours, Landrecies est prise par l'armée prussienne, le 21 juillet 1815, après un siège de quatre jours.

### Époque contemporaine
En 1808, on trouve à Landrecies un dépôt de sûreté, où on enferme les petits délinquants avant leur transfert en maison d'arrêt.

#### Industrialisation auxXIXeetXXesiècles

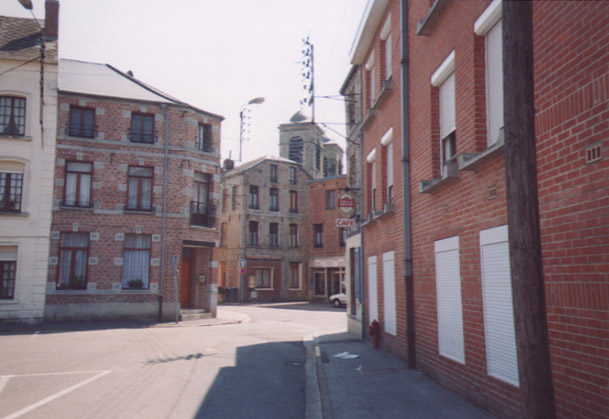
La place Godart.

Au XIXe siècle, Landrecies s'ouvre davantage au monde extérieur, avec la canalisation de la Sambre de 1826 à 1839 et le passage de la voie ferrée Paris-Bruxelles-Amsterdam en 1855, permettant la création de la gare de Landrecies. Landrecies démantèle ses remparts à partir de 1894, contrairement à sa voisine de Le Quesnoy qui s'y refuse.
Le 28 octobre 1907 est mise en service la  ligne d'Avesnes-sur-Helpe à Solesmes via Landrecies (47 km), une ligne de chemin de fer secondaire à voie métrique exploitée par la société générale des chemins de fer économiques. La ligne comporte une station et plusieurs haltes dans la commune. Un service régulier des voyageurs est assuré. En août 1914, le trafic voyageur est interrompu. En 1916, pendant l'occupation allemande, les rails sont démontés. La ligne de chemin de fer est dans l'impossibilité de fonctionner.

Landrecies au tout début du XXe siècle
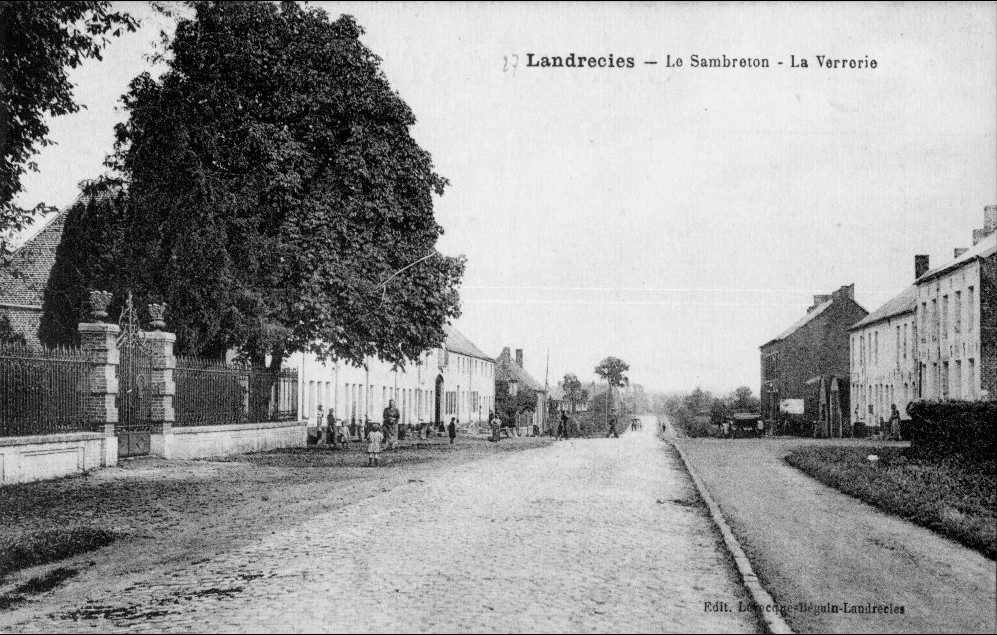
Le Sambreton - La verrerie
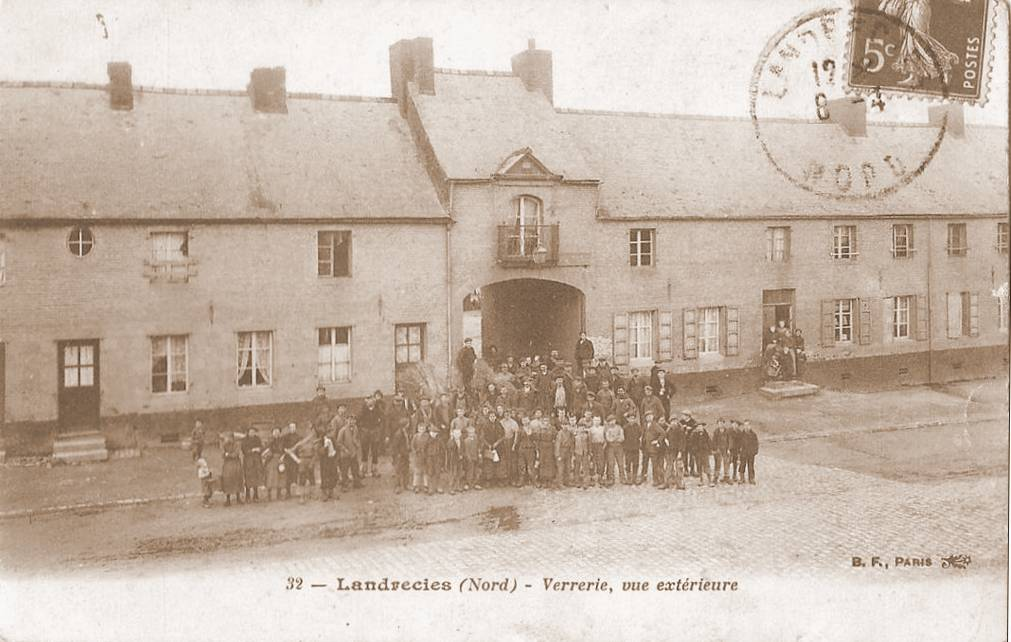
La verrerie.

#### Première Guerre mondiale
Arrivés le 26 août 1914, les Allemands occupent Landrecies pendant presque toute la durée de la Première Guerre mondiale, la ville n'est libérée qu'en novembre 1918 au prix de bombardements anéantissant le centre-ville dans sa quasi-totalité.

#### Seconde Guerre mondiale
Le 15 mai 1940, le général de division Rommel — à la tête de la 7e Panzerdivision  — qui avait atteint Cerfontaine (Belgique) au centre de l'Entre-Sambre-et-Meuse — y est retenu une journée entière car son flanc nord est toujours tenu par les troupes françaises. Le lendemain à midi, après la prise de Boussu-lez-Walcourt (Nationale 40) par la 5e Panzer, il reçoit l'autorisation d'avancer vers l'ouest et la frontière française. À 15 h 15, ses tanks atteignent Sivry (village-frontière).
Dans ses mémoires, Rommel dit redouter, ou du moins appréhender, le passage de la ligne Maginot prolongée. En effet, une ligne de blockhaus — construite en 1936-1937 — s'étire tout le long de la frontière belge jusqu'à la mer.
Arrivé au bureau (frontière) de Clairfayts — le 16 mai — un groupe de reconnaissance se dirige vers Solre-le-Château et essuie le feu nourri des blocs de Riamé et de la Perche à l'Oiseau. Rommel est impressionné également par l'explosion de mines de la place d'Épinois. La bataille fait rage, plusieurs chars allemands sont détruits mais les défenseurs des fortins doivent se rendre devant les forces ennemies de loin supérieures en nombre et en armement.
En soirée, Rommel fait dégager la route et malgré la nuit tombante, va profiter de sa percée et entrer profondément en France ; il fonce sur Avesnes où a lieu une bataille nocturne de chars — une première — qui se terminera à 3 h du matin. À l'aube, il atteint Landrecies et franchit le pont sur la Sambre qui n'avait pas sauté. Il poursuit au-delà de la rivière jusqu'à l'est du Cateau-Cambrésis où craignant une pénurie d'essence, il stoppe son avance, il est 5 h 15, le 17 mai. Rommel avait parcouru 85 kilomètres  depuis Cerfontaine (Belgique).
Après l'occupation allemande, les Landreciens sont libérés le 2 septembre 1944 par l'US Army.

## Politique et administration

### Rattachements administratifs et électoraux

#### Rattachements administratifs
La commune se trouve dans l'arrondissement d'Avesnes-sur-Helpe du département du Nord.
Elle était depuis 1793 le chef-lieu du canton de Landrecies. Dans le cadre du redécoupage cantonal de 2014 en France, cette circonscription administrative territoriale a disparu, et le canton n'est plus qu'une circonscription électorale.

#### Rattachements électoraux
Pour les élections départementales, la commune fait partie depuis 2014 du canton d'Avesnes-sur-Helpe
Pour l'élection des députés, elle fait partie de la douzième circonscription du Nord.

### Intercommunalité
Landrecies était membre de la communauté de communes du Pays de Mormal et Maroilles, un établissement public de coopération intercommunale (EPCI) à fiscalité propre créé en 1993 et auquel la commune avait transféré un certain nombre de ses compétences, dans les conditions déterminées par le code général des collectivités territoriales.
Conformément aux prescriptions de la loi de réforme des collectivités territoriales du 16 décembre 2010, qui a prévu le renforcement et la simplification des intercommunalités et la constitution de structures intercommunales de grande taille, cette intercommunalité a fusionné avec ses voisines pour former, le 1er janvier 2014, la communauté de communes du Pays de Mormal, dont est désormais membre la commune.

### Liste des maires
| Période                                  | Période | Identité         | Étiquette | Qualité |
| ---------------------------------------- | ------- | ---------------- | --------- | ------- |
| Les données manquantes sont à compléter. |         |                  |           |         |
| XVe siècle                               |         | Jean de Martigny |           |         |

Maire de 1802 à 1807 : Séraphique Dollez,.
| Période                                  | Période                        | Identité            | Étiquette    | Qualité |
| ---------------------------------------- | ------------------------------ | ------------------- | ------------ | --- |
| Les données manquantes sont à compléter. |                                |                     |              | |
|                                          |                                |                     |              | |
| avant 1802                               | après 1807                     | Séraphique Dollez   |              | |
| avant 1816                               |                                | Alexandre Meurice   |              | |
|                                          |                                |                     |              | |
| 1856                                     |                                | Charles Desnez      |              | |
| 1892                                     | 1911                           | Paul Deloffre       | Républicain  | Conseiller général de Landrecies (1901 → 1907)                                                                                     |
|                                          |                                |                     |              | |
| 1911                                     | 1919                           | André Bonnaire père |              | Marchand brasseur |
| 1919                                     | 1940                           | Louis Gillet        | RG           | Industriel Conseiller général de Landrecies (1937 → 1940) Conseiller d'arrondissement (1919 → 1937)                                |
|                                          |                                |                     |              | |
| juin 1940                                | septembre 1944                 | André Bonnaire fils |              | Employé des chemins de fer Conseiller départemental du Nord(1943 → 1945)                                                           |
| novembre 1944                            | mai 1945                       | Fernand Carlier     |              | Président de la délégation spéciale                                                                                                |
| mai 1945                                 | octobre 1947                   | Roger Robert        |              | Vétérinaire, déporté résistant |
| octobre 1947                             | juillet 1962                   | André Bonnaire fils | Rad.soc.     | Employé des chemins de fer Député du Nord (3e circ.) (1956 → 1958) Conseiller général de Landrecies (1949 → 1962) Mort en fonction |
| septembre 1962                           | mars 1977                      | Édouard Bantigny,   | SFIO puis PS | Fonctionnaire des Finances, gérant de coopérative Conseiller général de Landrecies (1962 → 1979)                                   |
| mars 1977                                | juin 1995                      | Bernard Dassonville | PS           | Conseiller général de Landrecies (1979 → 1992) Président du syndicat mixte du Val-Joly[Quand ?]                                    |
| juin 1995                                | mars 2008                      | Bernard Delva       | DVD          | Cadre chez Vallourec Conseiller général de Landrecies (2011 → 2015)                                                                |
| mars 2008                                | mai 2020                       | Didier Leblond      | DVG          | Professeur des écoles |
| mai 2020                                 | En cours (au 30 novembre 2023) | François Erlem      | DVG          | Professeur d'anglais à l'Université de Lille Vice-président de la CC du Pays de Mormal (2020 → )                                   |

### Jumelages
- Manage (Belgique) depuis 1962.
- Dziemiany (Pologne) depuis 2016.

## Population et société

### Démographie

#### Évolution démographique
L'évolution du nombre d'habitants est connue à travers les recensements de la population effectués dans la commune depuis 1793. Pour les communes de moins de 10 000 habitants, une enquête de recensement portant sur toute la population est réalisée tous les cinq ans, les populations de référence des années intermédiaires étant quant à elles estimées par interpolation ou extrapolation. Pour la commune, le premier recensement exhaustif entrant dans le cadre du nouveau dispositif a été réalisé en 2006.

En 2022, la commune comptait 3 414 habitants, en évolution de −2,21 % par rapport à 2016 (Nord : +0,51 %, France hors Mayotte : +2,11 %).
| 1793  | 1800  | 1806  | 1821  | 1831  | 1836  | 1841  | 1846  | 1851  |
| ----- | ----- | ----- | ----- | ----- | ----- | ----- | ----- | ----- |
| 3 010 | 2 867 | 3 292 | 3 819 | 3 726 | 3 679 | 4 111 | 3 991 | 3 984 |

| 1856  | 1861  | 1866  | 1872  | 1876  | 1881  | 1886  | 1891  | 1896  |
| ----- | ----- | ----- | ----- | ----- | ----- | ----- | ----- | ----- |
| 4 419 | 4 193 | 4 021 | 3 990 | 4 183 | 4 203 | 4 251 | 3 867 | 4 069 |

| 1901  | 1906  | 1911  | 1921  | 1926  | 1931  | 1936  | 1946  | 1954  |
| ----- | ----- | ----- | ----- | ----- | ----- | ----- | ----- | ----- |
| 3 866 | 3 924 | 3 880 | 3 147 | 3 546 | 3 736 | 4 027 | 3 545 | 4 047 |

| 1962  | 1968  | 1975  | 1982  | 1990  | 1999  | 2006  | 2011  | 2016  |
| ----- | ----- | ----- | ----- | ----- | ----- | ----- | ----- | ----- |
| 4 396 | 4 720 | 4 451 | 4 146 | 3 941 | 3 858 | 3 667 | 3 556 | 3 491 |

| 2021  | 2022  | - | - | - | - | - | - | - |
| ----- | ----- | - | - | - | - | - | - | - |
| 3 435 | 3 414 | - | - | - | - | - | - | - |

#### Pyramide des âges
La population de la commune est relativement jeune.
En 2018, le taux de personnes d'un âge inférieur à 30 ans s'élève à 35,1 %, soit en dessous de la moyenne départementale (39,5 %). À l'inverse, le taux de personnes d'âge supérieur à 60 ans est de 27,9 % la même année, alors qu'il est de 22,5 % au niveau départemental.
En 2018, la commune comptait 1 679 hommes pour 1 800 femmes, soit un taux de 51,74 % de femmes, légèrement inférieur au taux départemental (51,77 %).
Les pyramides des âges de la commune et du département s'établissent comme suit.
| Hommes | Classe d’âge | Femmes |
| ------ | ------------ | ------ |
| 0,7    | 90 ou +      | 1,8    |
| 7,3    | 75-89 ans    | 11,8   |
| 16,0   | 60-74 ans    | 18,1   |
| 21,2   | 45-59 ans    | 20,2   |
| 17,1   | 30-44 ans    | 15,5   |
| 18,5   | 15-29 ans    | 16,4   |
| 19,3   | 0-14 ans     | 16,2   |

| Hommes | Classe d’âge | Femmes |
| ------ | ------------ | ------ |
| 0,5    | 90 ou +      | 1,4    |
| 5,3    | 75-89 ans    | 8,1    |
| 14,8   | 60-74 ans    | 16,2   |
| 19,1   | 45-59 ans    | 18,4   |
| 19,5   | 30-44 ans    | 18,7   |
| 20,7   | 15-29 ans    | 19,1   |
| 20,2   | 0-14 ans     | 18     |

### Manifestations culturelles et festivités

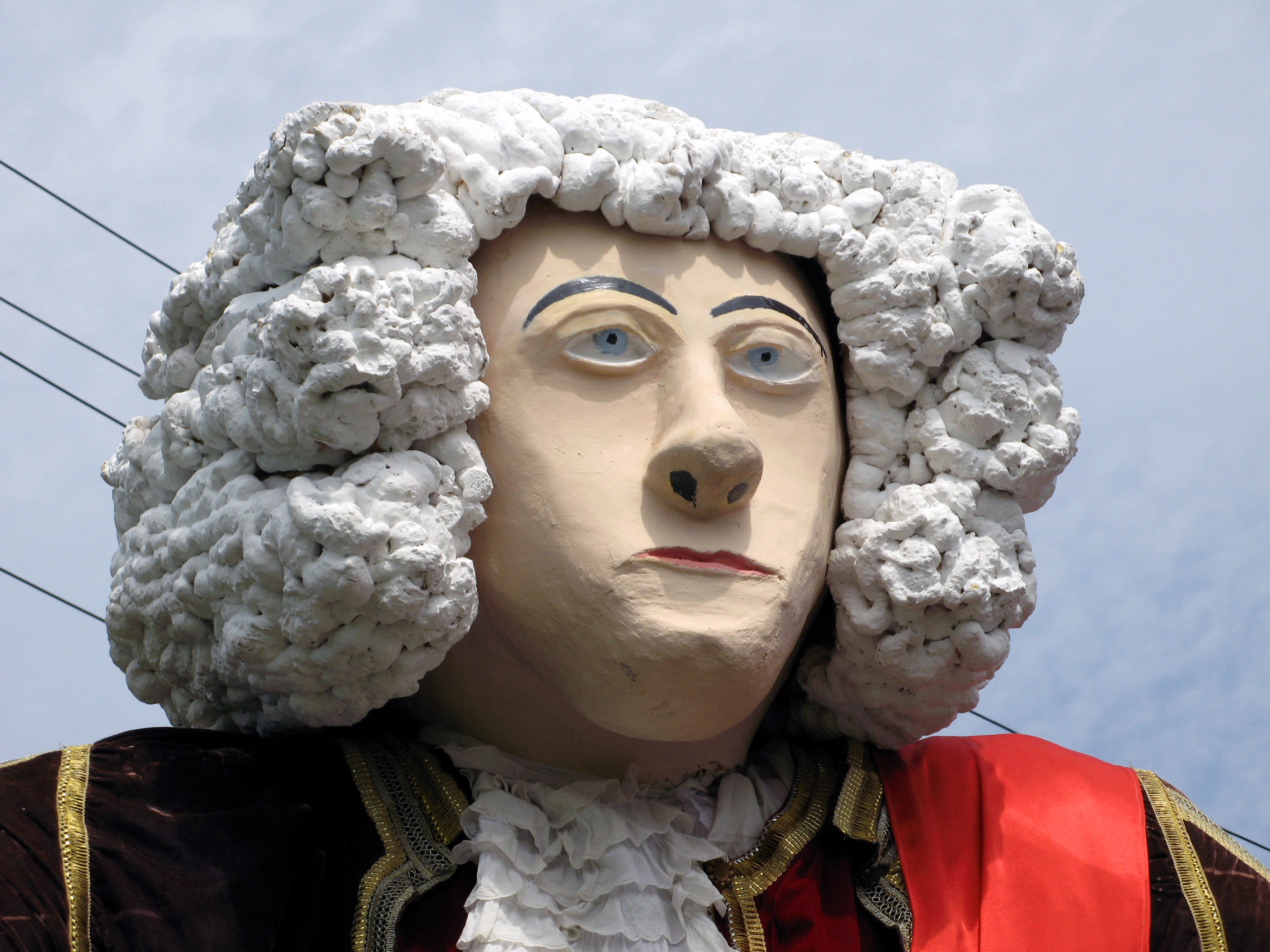
Le géant Dupleix et sa perruque frisée et poudrée.

- Les Amis de Biron, avec Dupleix (géant processionnel).

### Vie associative
- Club de l'Amitié de Landrecies (créé le 30 octobre 1979)
- Collectif Parasites

## Économie
Une part non négligeable de l'activité locale repose sur l'agriculture et l'élevage bovin.
On compte néanmoins quelques implantations industrielles, certaines récentes et d'autres plus traditionnelles. Une usine de céramique (la société Desvres) existe par exemple depuis le XIXe siècle, tout comme une verrerie, fondée en 1802.
Parmi les industries arrivées plus récemment figurent une usine spécialisée dans la confection de pompes hydrauliques (la société Renson implantée vers 1925), deux autres spécialisées dans l'alimentation animale et les engrais, et enfin une entreprise produisant des chaussures de sécurité pour les ouvriers travaillant en milieu difficile.

## Culture locale et patrimoine

### Patrimoine bâti

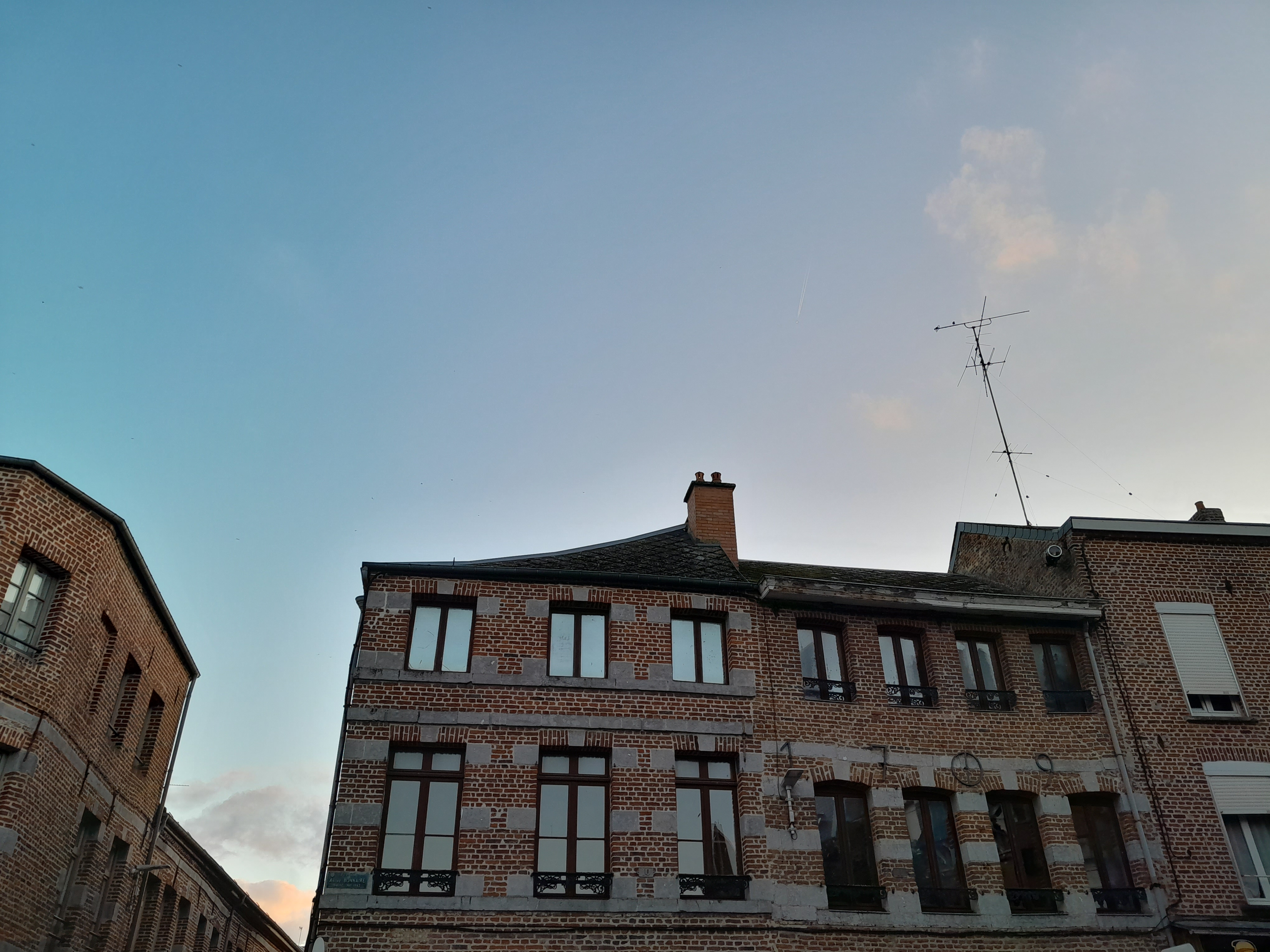
Deux maisons bâties avec les normes du "style tournaisien"

Le patrimoine bâti landrecien se singularise par la présence (dans l'ancienne ville intra-muros) d'habitations évoquant les codes architecturaux du style tournaisien.
Il se caractérise par l'usage, de manière alternée, de la brique et de la pierre bleue dans les constructions. La caractéristique fondamentale qui résulte de cette alternance des matériaux est la fenêtre « tornaco-hennuyère ».  Les montants de cette fenêtre se composent d'une alternance régulière et égale de briques et de pierres bleues et ils sont couronnés par un arc ou un linteau dont l'alternance des matériaux peut variée (une ou plusieurs pierres dans l'arc ou le linteau).
Ce style architectural fut principalement utilisé dans les constructions de la ville de 1709 à 1825, mais les sources écrites comme les travaux sur le sujet mentionnent que dès la fin du XVIIe siècle le style tournaisien était prédominant.
À Landrecies, le style tournaisien a pour particularité, même si elle est subtile, la présence d'une seule pierre bleue dans l'arc et le linteau des fenêtres des habitations. Cette variation ne fait pas un style en soi, mais elle est assez spécifique au regard des autres typologies du style tournaisien en Avesnois.

### Pèlerinage de Compostelle
Landrecies est une étape française sur la via Gallia Belgica du pèlerinage de Saint-Jacques-de-Compostelle, qui se prolonge par la via Turonensis. L'étape notable précédente est Maroilles ; la suivante est Le Cateau-Cambrésis.

### Lieux et monuments

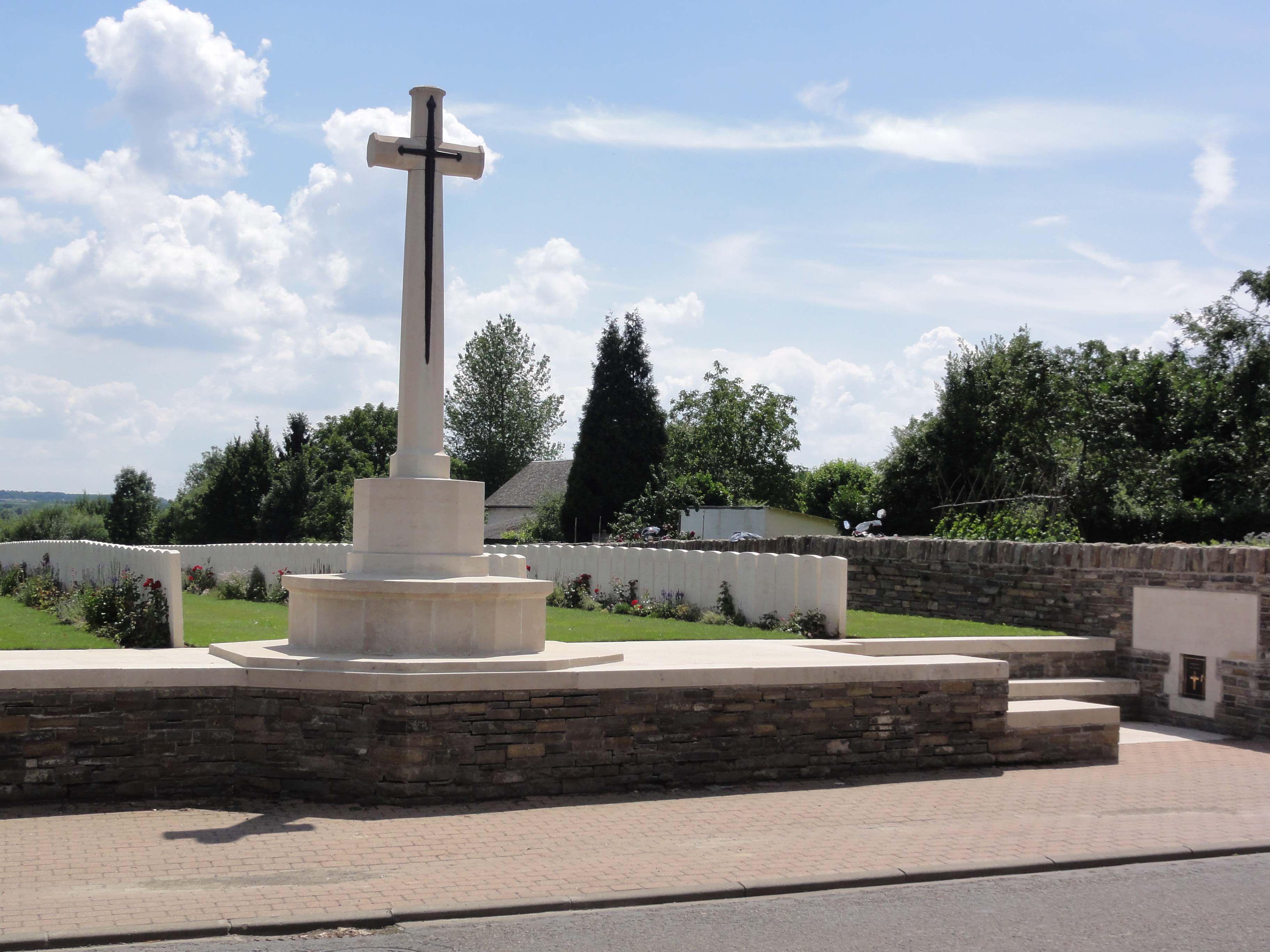
Le cimetière militaire britannique de Landrecies, où reposent 151 soldats britanniques tombés pendant la Première Guerre mondiale en 1914-1918.

- L'hôtel de ville actuel ne date que de 1921 en raison des destructions régulièrement subies par la ville, mais son origine est beaucoup plus ancienne. Il a été construit en 1740. Sur sa façade, des inscriptions rappellent le décret du 27 Ventôse an III, selon laquelle « Landrecies a bien mérité de la patrie ».
- Le musée Ernest-Amas, installé à l'hôtel de ville, inauguré en 2003 en l'honneur de Ernest Amas peintre né à Landrecies. Un grand nombre de ses toiles y sont rassemblées et exposées.
- Le musée Dupleix

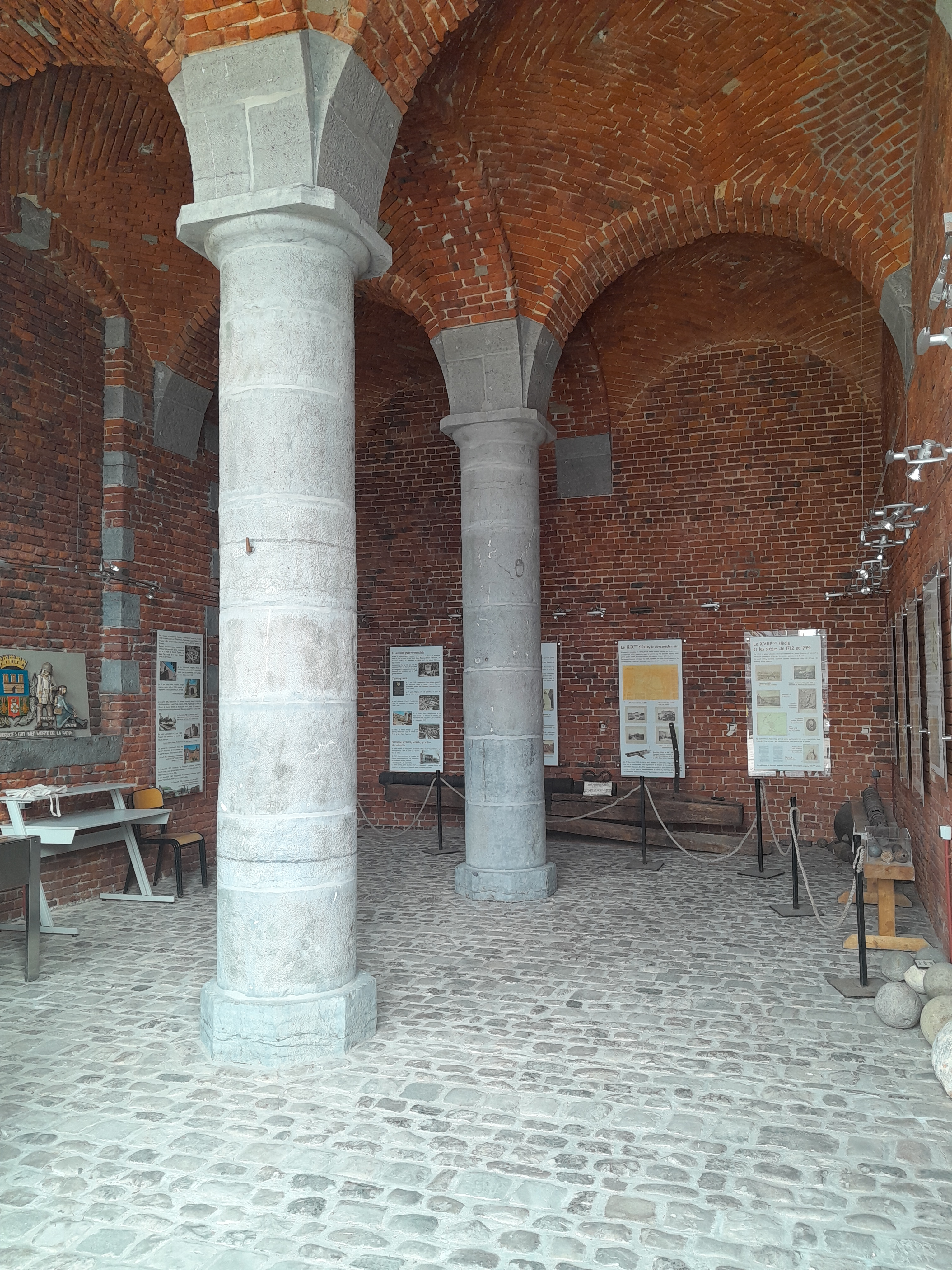
Centre d'Interprétation du Patrimoine de Landrecies.

- Centre d'Interprétation du Patrimoine de Landrecies.« La poudrière » est l'unique vestige subsistant du château-fort édifié par les seigneurs d'Avesnes en 1140. Cette petite tour est en bordure de la rue principale.
- L'église Saint-Pierre-Saint-Paul, à l'exemple de l'hôtel de ville, a connu plusieurs destructions et reconstructions. L'église actuelle fut édifiée en 1818 : elle est de style baroque, entièrement en brique avec bandeaux et encadrements en pierre bleue. Architecte : Benjamin Joseph Dewarlez
- La gare de Landrecies
- La statue de Joseph François Dupleix sur la place d'armes, du sculpteur Léon Fagel (1851-1913).
- Verrerie de Sambreton
- Les deux cimetières militaires britanniques situés dans la commune:
  - Landrecies Communal Cemetery, cimetière situé dans le cimetière communal.
  - Landrecies British Cemetery, cimetière situé rue d'Happegarbes.

### Personnalités liées à la commune
- Joseph François Dupleix (1697-1763), gouverneur de Pondichéry et commandant général des établissements français de l'Inde, y est né.
- Henri Shée (1739-1820), comte depuis 1810, est un homme politique français sous la Révolution, le premier Empire et la Restauration, y est né.
- Henri-Jacques-Guillaume Clarke (1765-1818), neveu du précédent, ministre de la Guerre de Napoléon, y est né.
- Henri-Joseph Thüring de Ryss (1765- ?), général de brigade de la Révolution française, librettiste et auteur dramatique français, y est né.
- Antoine Louis Dugès (1797-1838), médecin et naturaliste, y est né.
- Barthélémy Lebrun (1809-1889), général de division du second Empire,  grand-croix de la Légion d'honneur, y est né.
- Louis Toussaint Doutrelaine (1820-1881), général du second Empire du corps du génie, y est né.
- Marcel Chopin (1889-1979), ingénieur et constructeur français, inventeur de l'alvéographe, y est né.
- Ernest Amas (1869-1959), artiste peintre, y est né.
- Philippe Lamour (1903-1992), avocat et haut fonctionnaire français, écrivain et collaborateur du général de Gaulle, y est né.
- Jean-Marie Géhu (1930-2014), botaniste français, professeur de botanique à l'université de Lille, surtout connu pour ses travaux en phytosociologie et en écologie végétale, y est né.

### Héraldique
| Blason de Landrecies | Blason  | D'azur, à un château ouvert et donjonné de trois tours d'or, sur une terrasse du même Ornements extérieursUne champagne chargée d'une Croix de Guerre 1914-1918, d'une Légion d'honneur et d'une Croix de Guerre 1939-1945, chacune sur les couleurs de son ruban. » |
| Blason de Landrecies | Détails | Le statut officiel du blason reste à déterminer. |
| Blason de Landrecies | Alias   | D'azur, à un château ouvert et donjonné de trois tours d'or, sur une terrasse du même Anciennes armes de Landrecies |

## Pour approfondir